# Almen Gibirila
 (août 2024).
Almen Gibirila, née au Vietnam en 1951, est une styliste et créatrice de mode congolo nigériane qui a créé à la fin des années 1970 à Paris la première agence de mannequins noirs, Black experience. 

## Carrière
Née d'un père nigérian et d'une mère vietnamienne et congolaise, Almen Gibirila s'installe en France à la fin des années 1960 pour étudier aux Beaux-Arts de Bordeaux.
Dans les années 1970 elle impose son style à Paris, puis à Londres et Los Angeles, utilisant des couleurs vives et des motifs complexes qui évoquent les figures géométriques propres à la sculpture traditionnelle africaine. Attachée au concept de défilé spectacle, la présentation de ses collections donne toujours lieu à des concerts, des performances et des expositions d'art. 

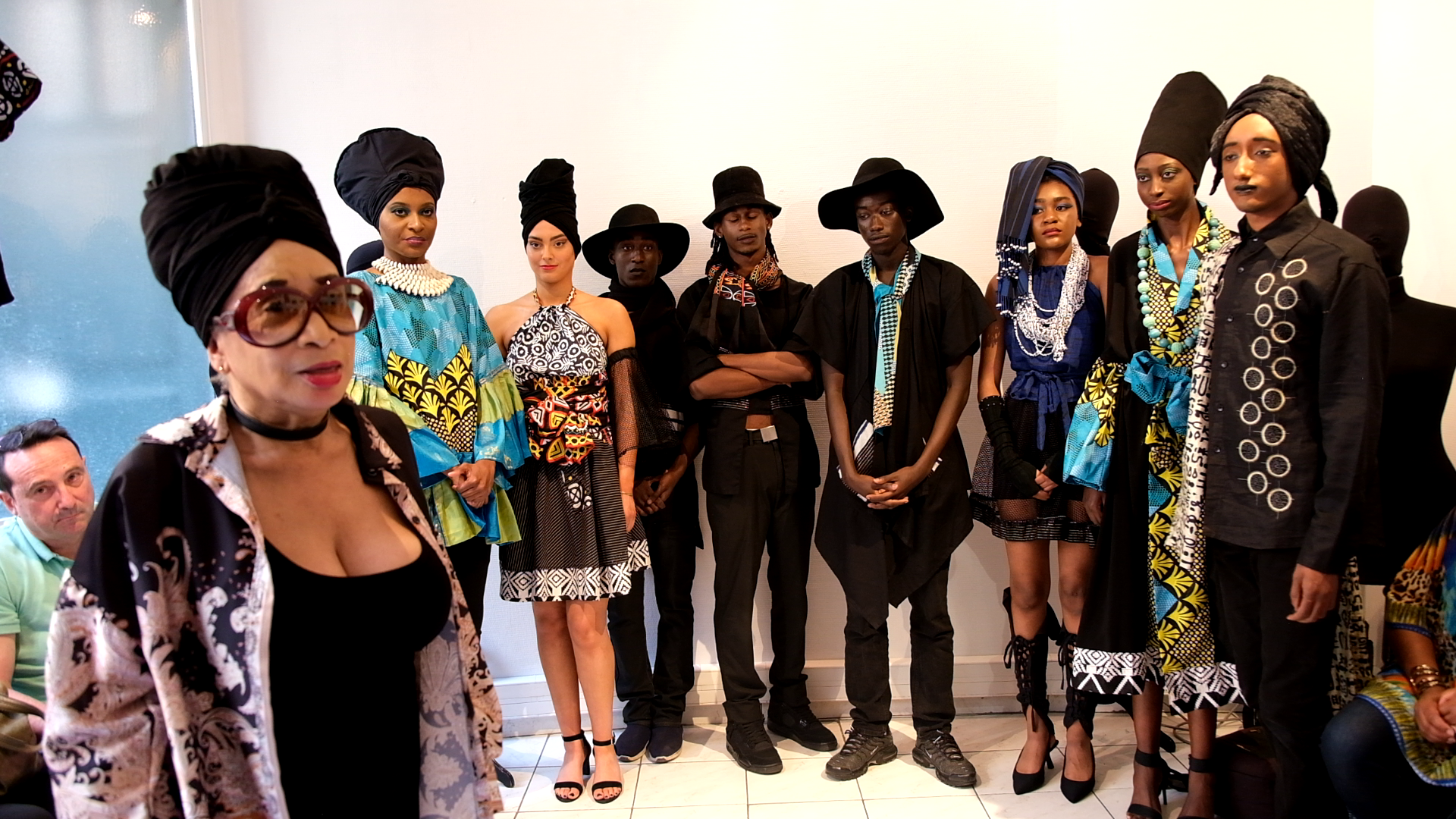
Almen Gibirila présente les mannequins du concours Top Model Africa Paris

Au début des années 1980 c'est à Paris qu'elle fonde Black experience, la première agence dédiée à des mannequins exclusivement noirs. Elle ouvre Nigra, une galerie d'art africain au coeur de Saint-Germain des Prés. Dans les années 2000 elle crée une école de stylisme à Ouagadoudou au Burkina Faso, organise des expositions d'art en Afrique et s'implique pour la cause des albinos africains, victimes de discriminations. En 2020 avec son association Etikepatok, elle lance à Paris Top Model Africa, un casting pour recruter des mannequins issus de la diversité.